# Jurriaan van Cleeff
Jurriaan Jacob van Cleeff (Borne, 28 november 1809 - Ferwerderadeel, 27 oktober 1881) was van 1855 tot 1879 burgemeester van de Nederlandse plaats Borne en tevens aldaar bierbrouwer. 
Hij liet in 1869 het brouwershuis in Borne bouwen. De plaatselijke Van Cleeffstraat is naar hem vernoemd.